# Ernst Farke
Ernst August Farke (* 19. März 1895 in Hameln; † 10. Mai 1975 in Bad Pyrmont) war ein deutscher Politiker (DP).
Farke besuchte zunächst die Volksschule und im Anschluss daran das Lehrerseminar in Hameln. Im Ersten Weltkrieg war er zwischen 1914 und 1918 Kriegsteilnehmer. Nach Kriegsende wurde er im Jahr 1919 Lehrer in Kirchdorf, zwischen 1920 und 1926 in Bad Münder. Er war Mitglied der Deutsch-Hannoverschen Partei von 1919 bis 1926. Im Jahr 1926 wurde Farke aus politischen Gründen nach Pritzen/Niederlausitz versetzt. Hier legte er mehrere Fachprüfungen ab und wurde schließlich Schulleiter. 
Zum 1. Mai 1937 trat er der NSDAP bei (Mitgliedsnummer 5.703.391). Gleichzeitig war er Mitglied des Nationalsozialistischen Lehrerbundes.
Nach dem Zweiten Weltkrieg kehrte er im Jahr 1945 nach Hameln zurück und betätigte sich beim Aufbau der Niedersächsischen Landespartei.
Farke war zwischen 23. August 1946 bis zum 29. Oktober 1946 Mitglied des Ernannten Hannoverschen Landtages, danach, vom 9. Dezember 1946 bis zum 23. März 1947, des Ernannten Niedersächsischen Landtages. Hier war er Vorsitzender des Flüchtlingsausschlusses. Bei der ersten Landtagswahl 1947 wurde er in den Niedersächsischen Landtag gewählt, war Vorsitzender der DP-Landtagsfraktion ab 20. April 1947 sowie gewählter Vorsitzender des Flüchtlingsausschusses seit 25. Juli 1947. Am 10. Dezember 1949 legte er sein Landtagsmandat nieder.
Farke gehörte sodann dem Deutschen Bundestag an. Bei der ersten Bundestagswahl 1949 zog er über die niedersächsische Landesliste der DP ins Parlament ein. Ende 1952 wurde er zum Bundesvorsitzenden des Deutschen Lehrerbundes (DLB), der dem Deutschen Beamtenbund (DBB) angeschlossen war, gewählt. Gemeinsam mit Margot Kalinke repräsentierte er den Arbeitnehmerflügel der DP im Bundestag. Nach der Bundestagswahl 1953 schied er aus dem Parlament aus.